# Клио Самарджиева
Клио (Клия) Николова Самарджиева, по съпруг Бобева, е българска учителка и революционерка, деятелка на Вътрешната македоно-одринска революционна организация.

## Биография
Клио Самарджиева е родена в 1880 година в западномакедонския български град Охрид. В 1897 година завършва трети клас в Битолското българско девическо училище и става учителка в забавачницата във Вароша в родния си град, където работи до 1898 година. В 1899 - 1900 година е учителка в Баница, Леринско. Влиза в женската организация на ВМОРО в Охрид - така нареченото Неделно училище. След заминаването на ръководителката Славка Чакърова за Скопие в 1900 година, начело на организацията застават Василка Размова, председателката на неделното училище, и Поликсена Мосинова, а Самарджиева е първата им помощница. Учителките организират болница за ранени и болни четници в двуетажната къща на семейство Андроник Скопакови, бивша митрополия през време на митрополит Синесий. Мосинова, Размова, Самарджиева и Константина Бояджиева изработват охридското бойно знаме на ВМОРО, на което млада жена и лъв стъпил върху османския флаг държат български трикольор с надпис „Свобода или смърт“.
Владиката Методий Охридски като научава за наличието на революционна женска организация, в 1900 година изпраща Мосинова за учителка в Пехчево, а Самарджиева във Вевчани, където тя остава до 1902 година.
По подозрение в революционна дейност, в къщата на Самарджиева в 1906 година е направен обиск, при който е открита пушка. Самарджиева е арестувана от властите, осъдена на една година и затворена в Битолския затвор. В 1907 година успява да избяга от затвора и с помощта на революционната организация бяга в Свободна България, където в 1911 година завършва ръкоделното училище. Развива активна обществена дейност – член е на Комитета за издигане на паметник на Климент Охридски в София (1935), на Охридското женско благотворително дружество „Св. Климент“, на Съюза на Македонските културно-просветни дружества. В 1943 година е наградена с Дамски кръст, трета степен с корона.
Умира в София в 1957 година.

## Неизползвана литература
- Белѣжити българки отъ Македония //  Женски гласъ 5.   1 февруари 1943.
- Карчев, Петър. Жени героини в културно-просветните и революционните движения в Охрид и Охридско //  Илинден-Преображение 1903.   София, 1968. с. 286 – 296.